# Carla Esparza
Carla Kristen Esparza (Torrance, 10 de outubro de 1987) é uma ex-lutadora norte-americana de artes marciais mistas, ex-campeã peso-palha do UFC e do Invicta FC. Ela também competiu no primeiro Torneio Feminino do Bellator MMA.

## Amador e colegial
O envolvimento de Carla Esparza com as artes marciais mistas se iniciou quando ela começou no wrestling pelo time de escola durante seu primeiro ano na Redondo Union High School em Redondo Beach, Califórnia.
Após vencer múltiplos torneios regionais e nacionais do colegial, Esparza foi premiada com a bolsa de estudo na Menlo College para treinar com a treinadora e duas vezes participante das Olimpíadas Lee Allen.
Em 2008 e 2009, Esparza foi All-American no Menlo College.
Enquanto estava na faculdade, Esparza começou a treinar Jiu Jitsu Brasileiro na Academia dos Gracie em Torrance com Rener, Ryron e Ralek Gracie. Ela então expandiu seu repertório nas artes marciais mistas quando ela começou a treinar na Team Oyama durante o verão de seu primeiro ano na faculdade.

## Carreira no MMA

### Bellator MMA
Em Agosto de 2010, apenas seis meses após sua estreia profissional e com apenas três lutas profissionais no MMA, Esparza foi chamada pelo Bellator MMA para fazer a substituição tardia de Angela Magana, que foi forçada a se retirar da luta devido à uma lesão no pé. Esparza foi inserida na chave do Torneio de Moscas Feminino da 3ª Temporada no Bellator 24. Com apenas três dias de antecedência, a oponente de Esparza nas quartas de final foi a invicta e então n°1 lutadora de MMA peso-por-peso feminina no mundo, Megumi Fujii. Esparza perdeu a luta por finalização no segundo round com uma chave de braço.
Em Junho de 2011, Esparza retornou ao cage do Bellator e enfrentou a também participante do torneio da 3ª Temporada Jessica Aguilar no Bellator 46. Após três rounds equilibrado, Aguilar derrotou Esparza por decisão dividida.

### XFC e MEZ Sports
Em 2 de Dezembro de 2011, Esparza fez sua estreia no XFC contra Felice Herrig no XFC 15: Tribute em Tampa, Florida. Ela derrotou Herrig por decisão unânime.
Três meses depois, Esparza foi colocada para enfrentar Angela Magana no Pandemonium VI pelo Título Peso Mosca Feminino do MEZ. Infelizmente, Magana se envolveu com um acidente de carro no dia da luta enquanto se dirigia ao Riverside Convention Center, onde o evento aconteceria. Magana machucou suas costas na colisão e foi incapaz de lutar.

### Invicta FC
Em Maio de 2012, foi anunciado que Esparza havia assinado com a organização feminina Invicta Fighting Championships.
Em 28 de Julho de 2012, Esparza fez sua estreia no Invicta no segundo evento da promoção, o Invicta FC 2, e enfrentou Sarah Schneider no card preliminar. Esparza venceu a luta por nocaute técnico aos 4:28 do segundo round.
Esparza retornou ao Invicta para enfrentar Lynn Alvarez no Invicta FC 3 em 6 de Outubro de 2012. Ela derrotou Alvarez por nocaute técnico aos 2:53 do primeiro round.

#### Título Peso Palha
Esparza era esperada para enfrentar Ayaka Hamasaki pelo Cinturão Peso Palha do Invicta FC no Invicta FC 4 em 5 de Janeiro de 2013. Porém, Hamasaki se retirou da luta para defender seu Título Peso Leve do Jewels no Japão. Esparza então foi colocada para enfrentar a Faixa Preta de Jiu Jitsu Brasileiro Claudia Gadelha no evento principal do Invicta FC 4, mas Gadelha quebrou seu nariz nos treinos e foi forçada a se retirar.
Esparza então enfrentou a australiana Bec Hyatt pelo Cinturão Peso Palha do Invicta FC. Esparza venceu a luta por decisão unânime e se tornou a primeira Campeã Peso Palha do Invicta FC.
Esparza aceitou defender seu título contra Ayaka Hamasaki no Invicta FC 6 em 13 de Julho de 2013. Porém, em 4 de Junho ela se retirou da luta devido a uma lesão no joelho.
Em 7 de Dezembro de 2013, Esparza foi colocada para defender seu título contra Claudia Gadelha no Invicta FC 7. Porém, no dia do evento, Gadelha teve que ser levada ao hospital devido a uma infecção bacteriana e a luta foi cancelada.

### The Ultimate Fighter
Em 11 de Dezembro de 2013, foi anunciado que Esparza assinou com o UFC, juntamente com outras dez lutadoras peso palha para competir no The Ultimate Fighter 20, que coroará a primeira Campeã Peso Palha Feminino do UFC.
Carla foi a primeira escolha do time de Anthony Pettis e foi escolhida como a primeira do ranking entre as lutadoras da casa.
Carla fez sua estreia na competição contra Angela Hill. Carla venceu por finalização (mata-leão) no primeiro round.
Carla então enfrentou a número #3 do ranking, Tecia Torres. Após um luta bastante movimentada, Esparza venceu por decisão majoritária após dois rounds.
Nas semifinais, Esparza enfrentou sua amiga Jessica Penne. Carla surpreendeu a todos com sua excelente performance na luta em pé contra Penne, visto que sua adversária era intitulada com uma das melhores boxeadoras da casa. Carla venceu por decisão unânime dos juízes após três rounds (30-27, 30-27 e 30-27) e se classificou para a final do TUF.

### Ultimate Fighting Championship
Esparza fez sua estreia e disputa do Cinturão Peso Palha Feminino do UFC contra Rose Namajunas no The Ultimate Fighter 20 Finale em 12 de dezembro de 2014, em Las Vegas, Nevada. Ela venceu a luta por finalização com um mata-leão no terceiro round e se tornou a primeira Campeã Peso Palha do UFC. Ela ainda faturou o prêmio de Performance da Noite.
Carla perdeu seu cinturão na sua primeira defesa de título, contra a polonesa Joanna Jędrzejczyk em 14 de Março de 2015 no UFC 185.
Após perde o cinturão Carla voltou ao octagon, contra a brasileira Juliana Lima em 23 de abril de 2016 no UFC 197, ela venceu por decisão unânime.

## Campeonatos e realizações
- Ultimate Fighting Championship
  - Campeã Peso Palha do UFC (Primeira)
  - Luta da Noite (Uma vez) vs. Alexa Grasso
  - Performance da Noite (Uma vez) vs. Rose Namajunas

- Invicta FC
  - Campeã Peso Palha do Invicta FC (Primeira)

### Submission grappling
- Campeonato Pan Americano
  - Medalha de Prata no Campeonato Pan Americano de Jiu Jitsu Feminino na Faixa Azul

## Cartel no MMA
| Cartel no MMA   |             |            |
| 27 lutas        | 19 vitórias | 8 derrotas |
| Por nocaute     | 4           | 2          |
| Por finalização | 4           | 2          |
| Por decisão     | 11          | 4          |

| Res.    | Cartel | Oponente           | Método                               | Evento                                     | Data       | Round | Tempo | Local                        | Notas                                                                |
| ------- | ------ | ------------------ | ------------------------------------ | ------------------------------------------ | ---------- | ----- | ----- | ---------------------------- | -------------------------------------------------------------------- |
| Derrota | 19–8   | Tecia Pennington   | Decisão (unânime)                    | UFC 307: Pereira vs. Rountree Jr.          | 05/10/2024 | 3     | 5:00  | Salt Lake City, Utah         |                                                                      |
| Derrota | 19–7   | Zhang Weili        | Finalização (mata-leão em crucifixo) | UFC 281: Adesanya vs. Pereira              | 12/11/2022 | 2     | 1:05  | Nova Iorque, Nova Iorque     | Perdeu o Cinturão Peso Palha Feminino do UFC.                        |
| Vitória | 19–6   | Rose Namajunas     | Decisão (dividida)                   | UFC 274: Oliveira vs. Gaethje              | 07/05/2022 | 5     | 5:00  | Phoenix, Arizona             | Ganhou o Cinturão Peso Palha Feminino do UFC.                        |
| Vitória | 18–6   | Yan Xiaonan        | Nocaute Técnico (socos)              | UFC Fight Night: Font vs. Garbrandt        | 22/05/2021 | 2     | 2:58  | Las Vegas, Nevada            | Performance da Noite.                                                |
| Vitória | 17–6   | Marina Rodriguez   | Decisão (dividida)                   | UFC on ESPN: Whittaker vs. Till            | 25/07/2020 | 3     | 5:00  | Abu Dhabi                    |                                                                      |
| Vitória | 16-6   | Michelle Waterson  | Decisão (dividida)                   | UFC 249: Ferguson vs. Gaethje              | 09/05/2020 | 3     | 5:00  | Jacksonville, Flórida        |                                                                      |
| Vitória | 15–6   | Alexa Grasso       | Decisão (majoritária)                | UFC Fight Night: Rodríguez vs. Stephens    | 21/09/2019 | 3     | 5:00  | Cidade do México             | Luta da Noite.                                                       |
| Vitória | 14–6   | Virna Jandiroba    | Decisão (unânime)                    | UFC Fight Night: Jacaré vs. Hermansson     | 27/04/2019 | 3     | 5:00  | Miami, Flórida               |                                                                      |
| Derrota | 13-6   | Tatiana Suarez     | Nocaute Técnico (cotoveladas)        | UFC 228: Woodley vs. Till                  | 08/09/2018 | 3     | 4:33  | Dallas, Texas                |                                                                      |
| Derrota | 13–5   | Claudia Gadelha    | Decisão (dividida)                   | UFC 225: Whittaker vs. Romero II           | 09/06/2018 | 3     | 5:00  | Chicago, Illinois            |                                                                      |
| Vitória | 13–4   | Cynthia Calvillo   | Decisão (unânime)                    | UFC 219: Cyborg vs. Holm                   | 30/12/2017 | 3     | 5:00  | Las Vegas, Nevada            |                                                                      |
| Vitória | 12–4   | Maryna Moroz       | Decisão (unânime)                    | UFC Fight Night: Chiesa vs. Lee            | 25/06/2017 | 3     | 5:00  | Cidade de Oklahoma           |                                                                      |
| Derrota | 11–4   | Randa Markos       | Decisão (dividida)                   | UFC Fight Night: Lewis vs. Browne          | 19/02/2017 | 3     | 5:00  | Halifax, Nova Escócia        |                                                                      |
| Vitória | 11–3   | Juliana Lima       | Decisão (unânime)                    | UFC 197: Jones vs. St. Preux               | 23/04/2016 | 3     | 5:00  | Las Vegas, Nevada            |                                                                      |
| Derrota | 10–3   | Joanna Jędrzejczyk | Nocaute Técnico (socos)              | UFC 185: Pettis vs. dos Anjos              | 14/03/2015 | 2     | 4:17  | Dallas, Texas                | Perdeu o cinturão do peso-palha do UFC.                              |
| Vitória | 10–2   | Rose Namajunas     | Finalização (mata leão)              | The Ultimate Fighter 20 Finale             | 13/12/2014 | 3     | 1:26  | Las Vegas, Nevada            | Ganhou o Cinturão Inaugural Peso Palha do UFC; Performance da Noite. |
| Vitória | 9–2    | Bec Rawlings       | Decisão (unânime)                    | Invicta FC 4: Esparza vs. Hyatt            | 05/01/2013 | 5     | 5:00  | Kansas City, Kansas          | Ganhou o Cinturão Inaugural Peso Palha do Invicta FC.                |
| Vitória | 8–2    | Lynn Alvarez       | Nocaute Técnico (socos)              | Invicta FC 3: Penne vs. Sugiyama           | 06/10/2012 | 1     | 2:53  | Kansas City, Kansas          |                                                                      |
| Vitória | 7–2    | Sarah Schneider    | Nocaute Técnico (socos)              | Invicta FC 2: Baszler vs. McMann           | 28/07/2012 | 2     | 4:28  | Kansas City, Kansas          |                                                                      |
| Vitória | 6–2    | Felice Herrig      | Decisão (unânime)                    | XFC 15: Tribute                            | 02/12/2011 | 3     | 5:00  | Tampa, Flórida               |                                                                      |
| Derrota | 5–2    | Jessica Aguilar    | Decisão (dividida)                   | Bellator 46                                | 25/06/2011 | 3     | 5:00  | Hollywood, Flórida           |                                                                      |
| Vitória | 5–1    | Yadira Anzaldua    | Finalização (mata-leão)              | ECSC: Friday Night Fights 3                | 15/04/2011 | 1     | 0:53  | Clovis, Novo México          |                                                                      |
| Vitória | 4–1    | Nina Ansaroff      | Decisão (dividida)                   | Crowbar MMA: Winter Brawl                  | 10/12/2010 | 3     | 5:00  | Grand Forks, Dakota do Norte |                                                                      |
| Derrota | 3–1    | Megumi Fujii       | Finalização (chave de braço)         | Bellator 24                                | 12/08/2010 | 2     | 0:57  | Hollywood, Flórida           | Quartas de Final do Torneio de Moscas Feminino (115 lbs).            |
| Vitória | 3–0    | Lacey Schuckman    | Finalização (mata leão)              | NMEF - Ladies Night: Clash of the Titans 8 | 16/07/2010 | 2     | 2:37  | Castle Rock, Colorado        |                                                                      |
| Vitória | 2–0    | Karina Hallinan    | Finalização (mata-leão)              | Long Beach Fight Night 8                   | 18/04/2010 | 2     | 2:16  | Long Beach, Califórnia       |                                                                      |
| Vitória | 1–0    | Cassie Trost       | Nocaute Técnico (socos)              | Respect in the Cage 3                      | 19/02/2010 | 1     | 0:48  | Pomona, Califórnia           |                                                                      |